# كيريل البلغاري
كيريل البلغاري أمير بريسلاف (بالبلغارية: Кирил Преславски) (17 نوفمبر 1895 - 1 فبراير 1945)؛ هو أمير بلغاري باعتباره الابن الأصغر لـ فرديناند الأول ملك بلغاريا وزوجته الأولى ماريا لويز دي بوربون-بارما، وشقيق لـ بوريس الثالث.
أصبح الوصي بعد وفاة شقيقه في 1943 على ابن أخيه سيمون الثاني الذي كان السادسة من العمر أنداك، وفي 5 سبتمبر 1944 أعلن الاتحاد السوفييتي الحرب على البلاد، وبعدها بـ أربعة أيام نفذ بعض الشيوعيين والمواليين للاتحاد السوفييتي انقلاب عسكري في 9 سبتمبر، وتمكنوا من الاستيلاء على السلطة.
وفي ليلة الأول من فبراير من عام 1943 نفذ حكم الإعدام عليه مع عدد من شخصيات منهم رئيس الوزراء السابق بوجدان فيلوف والجنرال نيكولا ميخوف مع مجموعة من الوزراء السابقين والمستشارين الملكيين و67 نائباً، بعد أن تم محاكمتهم أمام محكمة الشعب في وقت سابق.